# Hyperolius
Hyperolius é um género de anfíbios da família Hyperoliidae.

## Espécies
O género contém 137 espécies, conforme a 6ª edição do Amphibian Species of the World
- Hyperolius acuticephalus  Ahl, 1931
- Hyperolius acuticeps  Ahl, 1931
- Hyperolius acutirostris  Buchholz and Peters, 1875
- Hyperolius ademetzi  Ahl, 1931
- Hyperolius adspersus  Peters, 1877
- Hyperolius albofrenatus  Ahl, 1931
- Hyperolius argus  Peters, 1854
- Hyperolius atrigularis  Laurent, 1941
- Hyperolius balfouri  (Werner, 1908)
- Hyperolius baumanni  Ahl, 1931
- Hyperolius benguellensis  (Bocage, 1893)
- Hyperolius bicolor  Ahl, 1931
- Hyperolius bobirensis  Schiøtz, 1967
- Hyperolius bocagei  Steindachner, 1867
- Hyperolius bolifambae  Mertens, 1938
- Hyperolius bopeleti  Amiet, 1980
- Hyperolius brachiofasciatus  Ahl, 1931
- Hyperolius burgessi  Loader, 2015
- Hyperolius camerunensis  Amiet, 2004
- Hyperolius castaneus  Ahl, 1931
- Hyperolius chelaensis  Conradie, Branch, Measey, and Tolley, 2012
- Hyperolius chlorosteus  (Boulenger, 1915)
- Hyperolius chrysogaster  Laurent, 1950
- Hyperolius cinereus  Monard, 1937
- Hyperolius cinnamomeoventris  Bocage, 1866
- Hyperolius concolor  (Hallowell, 1844)
- Hyperolius constellatus  Laurent, 1951
- Hyperolius cystocandicans  Richards and Schiøtz, 1977
- Hyperolius dartevellei  Laurent, 1943
- Hyperolius diaphanus  Laurent, 1972
- Hyperolius discodactylus  Ahl, 1931
- Hyperolius endjami  Amiet, 1980
- Hyperolius ferrugineus  Laurent, 1943
- Hyperolius friedemanni  Mercurio and Rödel in Channing, Hillers, Lötters, Rödel, Schick, Conradie, Rödder, Mercurio, Wagner, Dehling, Du Preez, Kielgast, and Burger, 2013
- Hyperolius frontalis  Laurent, 1950
- Hyperolius fuscigula  Bocage, 1866
- Hyperolius fusciventris  Peters, 1876
- Hyperolius ghesquieri  Laurent, 1943
- Hyperolius glandicolor  Peters, 1878
- Hyperolius gularis  Ahl, 1931
- Hyperolius guttulatus  Günther, 1858
- Hyperolius horstockii  (Schlegel, 1837)
- Hyperolius houyi  Ahl, 1931
- Hyperolius howelli  Du Preez and Channing in Channing, Hillers, Lötters, Rödel, Schick, Conradie, Rödder, Mercurio, Wagner, Dehling, Du Preez, Kielgast, and Burger, 2013
- Hyperolius hutsebauti  Laurent, 1956
- Hyperolius igbettensis  Schiøtz, 1963
- Hyperolius inornatus  Laurent, 1943
- Hyperolius inyangae  Channing in Channing, Hillers, Lötters, Rödel, Schick, Conradie, Rödder, Mercurio, Wagner, Dehling, Du Preez, Kielgast, and Burger, 2013
- Hyperolius jackie  Dehling, 2012
- Hyperolius jacobseni  Channing in Channing, Hillers, Lötters, Rödel, Schick, Conradie, Rödder, Mercurio, Wagner, Dehling, Du Preez, Kielgast, and Burger, 2013
- Hyperolius kachalolae  Schiøtz, 1975
- Hyperolius kibarae  Laurent, 1957
- Hyperolius kihangensis  Schiøtz and Westergaard, 1999
- Hyperolius kivuensis  Ahl, 1931
- Hyperolius koehleri  (Mertens, 1940)
- Hyperolius kuligae  Mertens, 1940
- Hyperolius lamottei  Laurent, 1958
- Hyperolius langi  Noble, 1924
- Hyperolius lateralis  Laurent, 1940
- Hyperolius laticeps  Ahl, 1931
- Hyperolius laurenti  Schiøtz, 1967
- Hyperolius leleupi  Laurent, 1951
- Hyperolius leucotaenius  Laurent, 1950
- Hyperolius lucani  Rochebrune, 1885
- Hyperolius lupiroensis  Channing in Channing, Hillers, Lötters, Rödel, Schick, Conradie, Rödder, Mercurio, Wagner, Dehling, Du Preez, Kielgast, and Burger, 2013
- Hyperolius maestus  Rochebrune, 1885
- Hyperolius major  Laurent, 1957
- Hyperolius marginatus  Peters, 1854
- Hyperolius mariae  Barbour and Loveridge, 1928
- Hyperolius marmoratus  Rapp, 1842
- Hyperolius minutissimus  Schiøtz, 1975
- Hyperolius mitchelli  Loveridge, 1953
- Hyperolius molleri  (Bedriaga, 1892)
- Hyperolius montanus  (Angel, 1924)
- Hyperolius mosaicus  Perret, 1959
- Hyperolius nasicus  Laurent, 1943
- Hyperolius nasutus  Günther, 1865
- Hyperolius nienokouensis  Rödel, 1998
- Hyperolius nimbae  Laurent, 1958
- Hyperolius nitidulus  Peters, 1875
- Hyperolius nobrei  (Ferreira, 1906)
- Hyperolius obscurus  Laurent, 1943
- Hyperolius occidentalis  Schiøtz, 1967
- Hyperolius ocellatus  Günther, 1858
- Hyperolius parallelus  Günther, 1858
- Hyperolius pardalis  Laurent, 1948
- Hyperolius parkeri  Loveridge, 1933
- Hyperolius phantasticus  (Boulenger, 1899)
- Hyperolius pickersgilli  Raw, 1982
- Hyperolius picturatus  Peters, 1875
- Hyperolius pictus  Ahl, 1931
- Hyperolius platyceps  (Boulenger, 1900)
- Hyperolius polli  Laurent, 1943
- Hyperolius polystictus  Laurent, 1943
- Hyperolius poweri  Loveridge, 1938
- Hyperolius protchei  Rochebrune, 1885
- Hyperolius pseudargus  Schiøtz and Westergaard, 1999
- Hyperolius puncticulatus  (Pfeffer, 1893)
- Hyperolius pusillus  (Cope, 1862)
- Hyperolius pustulifer  Laurent, 1940
- Hyperolius pyrrhodictyon  Laurent, 1965
- Hyperolius quadratomaculatus  Ahl, 1931
- Hyperolius quinquevittatus  Bocage, 1866
- Hyperolius raymondi  Conradie, Branch, and Tolley, 2013
- Hyperolius rhizophilus  Rochebrune, 1885
- Hyperolius rhodesianus  Laurent, 1948
- Hyperolius riggenbachi  (Nieden, 1910)
- Hyperolius robustus  Laurent, 1979
- Hyperolius rubrovermiculatus  Schiøtz, 1975
- Hyperolius rwandae  Dehling, Sinsch, Rodel, and Channing in Channing, Hillers, Lötters, Rödel, Schick, Conradie, Rödder, Mercurio, Wagner, Dehling, Du Preez, Kielgast, and Burger, 2013
- Hyperolius sankuruensis  Laurent, 1979
- Hyperolius schoutedeni  Laurent, 1943
- Hyperolius semidiscus  Hewitt, 1927
- Hyperolius sheldricki  Duff-MacKay and Schiøtz, 1971
- Hyperolius soror  (Chabanaud, 1921)
- Hyperolius spatzi  Ahl, 1931
- Hyperolius spinigularis  Stevens, 1971
- Hyperolius steindachneri  Bocage, 1866
- Hyperolius stenodactylus  Ahl, 1931
- Hyperolius substriatus  Ahl, 1931
- Hyperolius swynnertoni  FitzSimons, 1941
- Hyperolius sylvaticus  Schiøtz, 1967
- Hyperolius tanneri  Schiøtz, 1982
- Hyperolius thomensis  Bocage, 1886
- Hyperolius thoracotuberculatus  Ahl, 1931
- Hyperolius tornieri  Ahl, 1931
- Hyperolius torrentis  Schiøtz, 1967
- Hyperolius tuberculatus  (Mocquard, 1897)
- Hyperolius tuberilinguis  Smith, 1849
- Hyperolius veithi  Schick, Kielgast, Rödder, Muchai, Burger, and Lötters, 2010
- Hyperolius vilhenai  Laurent, 1964
- Hyperolius viridiflavus  (Duméril and Bibron, 1841)
- Hyperolius viridigulosus  Schiøtz, 1967
- Hyperolius viridis  Schiøtz, 1975
- Hyperolius watsonae  Pickersgill, 2007
- Hyperolius wermuthi  Laurent, 1961
- Hyperolius xenorhinus  Laurent, 1972
- Hyperolius zonatus  Laurent, 1958